# Pilar Trenas
María Pilar Trenas Fernández (Madrid, España, 1950-ibidem, 17 de enero de 1996) fue una periodista española.

## Biografía
Hija del también periodista de Falange Julio Trenas y de Milagros Fernández, era titulada en Periodismo por la Escuela Oficial de Periodismo y se inició en la profesión a través de ABC, donde trabajó entre 1970 y 1981. En 1975 comienza sus colaboraciones con Televisión Española. En 1981 trabaja en el espacio Al cierre, una suerte de Telediario de última hora emitido por La 2, y presentado por Joaquín Arozamena y Victoria Prego. Como anécdota a destacar está en la cual el escritor Camilo José Cela en una entrevista la tiró a la piscina en dos ocasiones al disgustarle una pregunta que realizó Pilar.
Tras pasar por los servicios informativos de TVE Madrid, se hizo un hueco en la programación de ámbito nacional, con espacios como Los felices 80 (1990) o Muy personal (1987-1988), un programa de entrevistas que le permitió conocer a personajes como Rafael Alberti, Severo Ochoa, Oliver Stone, Miguel Delibes, Octavio Paz, John le Carré o Desmond Tutu.
Falleció a consecuencia de un cáncer. Estaba casada con el también periodista Julio de Benito. Tenían tres hijas.